# Golemo Babino, Vrața
Golemo Babino (în bulgară Големо Бабино) este un sat în comuna Krivodol, regiunea Vrața,  Bulgaria. 

## Demografie
Componența etnică a satului Golemo Babino
     Romi (1,67%)
     Bulgari (95,31%)
     Nicio identificare (3,01%)
     Altele (0%)
La recensământul din 2011, populația satului Golemo Babino era de 299 locuitori. Din punct de vedere etnic, majoritatea locuitorilor (95,31%) erau bulgari, cu o minoritate de romi (1,67%). Pentru 3,01% din locuitori nu este cunoscută apartenența etnică.